# Marpesia merops
Marpesia merops är en fjärilsart som beskrevs av Jean Baptiste Boisduval 1836. Marpesia merops ingår i släktet Marpesia och familjen praktfjärilar. Inga underarter finns listade i Catalogue of Life.